# برج الظلام: الريح من خلال ثقب المفتاح
برج الظلام: الريح من خلال ثقب المفتاح (بالإنجليزية: The Dark Tower: The Wind Through the Keyhole) هي رواية فانتازيا للكاتب الأمريكي ستيفن كينغ، وهي الجزء الثامن من سلسلة برج الظلام ولكنها تقع من حيث التسلسل الزمني بين الجزأين الرابع والخامس. أشار إليها كينغ لأول مرة في عام 2009 بعد النهاية المثيرة للجدل للرواية السابعة في عام 2004، أُعلِن عن هذا الجزء بشكل رسمي على موقع الكاتب الرسمي في 10 مارس 2011.

## الحبكة
تبدأ الرواية بوصول رولاند ومجموعة من الأشخاص الذين جمعهم القدر ببعضهم إلى نهر في رحلتهم إلى برج الظلام. ينقلهم رجل مسن يقود عَبَّارة عبر النهر، ويحذرهم من قدوم منخفض جوي شديد، وأن بإمكانهم الالتجاء إلى بناء على مسافة بضع أميال. يصلون إلى المبنى عند بدء العاصفة ويخبرهم رولاند أثناء انتظارهم انحسارها عن مغامرة عاشها في شبابه تُدعى «رجل الجلد».
بعد وفاة والدة رولاند، يرسله والده مع صديقه جيمي دي كيوري غربًا باتجاه بلدة ديباريا في مهمة لإلقاء القبض على رجل الجلد، وهو عبارة عن كائن مُتبدل الشكل يرعب البلدة والمناطق المحيطة من خلال التحول في الليل إلى حيوانات مختلفة والقيام بحملات قتل عشوائي. يستقل رولاند وجيمي قطارًا إلى ديباريا ولكنه يحيد عن مساره قبل وصولهما ويضطران لإكمال رحلتهما على ظهر الخيل. يمران في طريقهما ببلدة تدعى سيرينيتي، وهي مجتمع من النساء حيث عاشت والدة رولاند بعد تعرضها لانهيار عصبي بعد علاقتها مع مارتن برودكلوك، وهو الاسم المستعار للساحر راندل فلاغ خصم رولاند. يعلمون هناك عن امرأة هاجمها رجل الجلد ويسمعون قصتها.
يصل رولاند وجيمي إلى ديباريا، ويتوصلان بمساعدة مأمور البلدة هيو بيفّي إلى أن رجل الجلد هو في الغالب عامل في منجم ملح في القرية المجاورة. يكتشفان في اليوم التالي حدوث هجوم وحشي أثناء الليل على مزرعة في المنطقة. يتفقدان موقع الحادثة ليجدا ناجيًا وحيدًا، وهو طفل صغير يُدعى بيل، فقد والده في الهجوم. يتوصل رولاند وجيمي إلى أن القاتل ترك المكان على ظهر الحصان، ويقوم رولاند بإرسال جيمي إلى منجم الملح ليتفقد جميع العمال الذين يملكون حصانًا أو القادرين على ركوب أحدها. عند عودته مع بيل إلى ديباريا، يؤدي رولاند حيلة التنويم المغناطيسي (التي يستخدمها رولاند لأول مرة في حياته في كتاب الساحر والزجاج) بواسطة جزء من الذخيرة الإضافية التي يحملها. يروي بيل ما رأى في ما يتعلق برجل الجلد تحت تأثير التنويم المغناطيسي، ويخبر رولاند بأنه رأى رجل الجلد في هيئته البشرية بعد الهجوم، ولكنه لم يلمح سوى قدميه. يقول إن رجل الجلد لديه وشم دائرة زرقاء حول كاحله. يشير الوشم إلى أن الرجل أمضى وقتًا في السجن في ثكنة عسكرية (مهجورة الآن) غرب ديباريا. سقطت تلك المنطقة نتيجة الفوضى التي أحدثها جون فارسون (الرجل الطيب) في الجيل الأخير. بالعودة إلى البلدة، يأخذ رولاند بيل إلى زنزانة لدى المأمور في المخفر. يخطط لأن يجعل كل مشتبه به يمشي أمام بيل على أمل أن يستطيع الطفل التعرف على رجل الجلد، أو أن رجل الجلد سوف يكشف نفسه عند هروبه خوفًا من اكتشاف أمره. أثناء انتظار رولاند وبيل عودة جيمي من جولته على المشتبه بهم، يقص رولاند على بيل قصة من طفولته وهي «الريح من خلال ثقب المفتاح».